# Ђоко Војводић
Ђоко Војводић (Радомир, Цетиње, 24. јануар 1914 — Мојковац, 9. мај 1942), учесник Народноослободилачке борбе, и народни херој Југославије.

## Биографија
Рођен је 24. јануара 1914. године у селу Радомиру, код Цетиња. Потицао је из сиромашне сељачке породице. У родном селу је завршио основну школу, а пошто није имао средстава за даље школовање, није се даље школовао. Године 1934. је отишао у Београд, где је најпре радио као физички радник, а потом се запослио у биоскопу „Луксор” (касније „20. октобар”). Овде је радио све до почетка рата 1941. године, а у међувремену је ванредно завршио малу матуру.
Током живота у Београду, дружио се са студентима-револуционарима из свог родног краја и преко њих је постао најпре симпатизер и сарадник тада илегалне Комунистичке партије Југославије (КПЈ). У његовом стану су често одржавани партијски састанци и ту су се крили илегалци, међу којима су били Нико Вучковић и Гајо Војводић. Често је обављао разне партијске задатке, разносио је летке и други партијски материјал.
Уочи почетка Другог светског рата у Југославији, био је позван у резервни састав Југословенске војске, па се априла 1941. године у току Априлског рата као артиљерац нашао на Албанском фронту. По добијању вести о капитулацији, као командир топовског одељења је уништио топ, узео пушку и пуну торбу муниције, након чега је отишао у родно село. Овде се повезао са члановима Комунистичке партије и учествовао у припремама оружаног устанка. У овом периоду, постао је кандидат за члана КПЈ, а у јулу 1941. године је примљен у чланство Комунистичке партије.
Учествовао је у ослобађању Вирпазара и у борби код Брајића као војник Радомирско-партизанског одреда. Са Ловћенским одредом борио се у Пљеваљској бици где је и рањен. Када је формирана Прва пролетерска бригада 21. децембра 1941. године постао је командир 1. чете 1. батаљона. Учествовао је у великом броју борби: код Видрића, Округлице, маршевима преко Романије и Игмана, нападу на железничку станицу Жепче и у борби на Улог и Жупу.Ђоко је погинуо 9. маја 1942. године после борби против четника Павла Ђуришића на Вечериновцу у близини Мојковца.
Указом Президијума Народне скупштине ФНР Југославије, 20. децембра 1951. године, проглашен је за народног хероја.